# Борис Неврокопски
Борис е висш български православен духовник, неврокопски митрополит на Българската православна църква от 1935 до 1948 година.

## Биография

### Ранни години
Роден е със светското име Вангел Симов Разумов на 26 октомври 1888 година в битолското село Гявато, Османската империя. Баща му Симеон Цветков Разумов загива в 1903 година като четник на Георги Сугарев. Вангел учи в Гявато и в Цариград, след което в 1904 година завършва трети клас Одринската българска гимназия. От есента на същата година със стипендия отпусната от екзарх Йосиф I Български продължава образованието си в Българската духовна семинария в Цариград, която завършва в 1910 година.
На 10 юли 1910 година в цариградската катедрала „Свети Стефан“ митрополит Иларион Неврокопски го подстригва в монашество под името Борис и го ръкополага в йеродяконски чин. От същия ден в продължение на една година служи в екзархийския параклис. През 1911 година продължава образованието си в Богословския факултет на Черновицкия университет, Австро-Унгария, който завършва в 1914 година. Получил високо богословско образование, Борис владее, наред с родния български език, църковнославянски, руски, гръцки, немски, френски, италиански, английски, турски, румънски и унгарски език.
От есента на 1914 година до лятото на 1915 година е учител в Свещеническото училище в Бачково и в Пловдивската духовна семинария. От есента на 1915 година до ноември 1917 година учи философия във Виенския и Будапещенския университет и получава от Черновицкия научната степен „доктор на богословските науки“.
На 25 ноември 1917 година йеродякон Борис приема йеромонашески сан от митрополит Максим Пловдивски и Синодът го изпраща в Унгария, където до 1922 година е предстоятел на българската църковна община.

### Стобийски епископ
След завръщането му в България, по решение на Синода на 22 юли 1922 година митрополит Стефан Софийски го удостоява с архимандритско достойнство. От 15 май 1923 година до 1 септември 1924 година архимандрит Борис е протосингел на Софийската митрополия. На 1 септември 1924 година е назначен за началник на Културно-просветното отделение на Светия синод, а от 1 февруари 1925 година е и председател на храма „Свети Александър Невски“. Двете длъжности изпълнява до 1 септември 1926 година, когато е назначен за ректор на Софийската духовна семинария. На 14 декември 1930 година в катедралата „Свети Александър Невски“ архимандрит Борис е ръкоположен за титулярен стобийски епископ. Заема поста ректор на Семинарията до 23 ноември 1931 година.
През 1931 година Борис Стобийски прави дарение от 5000 лева на Софийската духовна семинария, с които да се дава парична награда на ученик, който завършва курса на семинарията с отличен успех и примерно поведение, и който е проявил християнски добродетели и църковно-религиозен дух. На 31 май 1931 година епископ Борис Стобийски полага основния камък на църквата „Св. св. Кирил и Методий“ в Будапеща.
На 23 ноември 1931 година Борис Стобийски е назначен за главен секретар на Светия синод, на който пост остава до февруари 1935 година.
През 1932 година епископ Борис е натоварен с мисия в Йерусалим по преговори за вдигане на схизмата от Цариградската патриаршия. Преговорите започват на 12 април и приключват успешно едва на 22 февруари 1945 година.

### Неврокопски митрополит
На 17 февруари 1935 година епископ Борис е избран за неврокопски митрополит и е канонично утвърден на 24 февруари. Митрополит Борис с доброто си образование и владеенето на 13 езика развива широка просветна и духовна дейност в епархията си. За по-лесно управление мести седалището от Неврокоп в окръжния център Горна Джумая. Открива множество младежки православни дружества и за кратък период от време успява да извърши успешно строителство на над 20 храма. Митрополит Борис е автор на педагогически ръководства и съставя акатист на Свети Иван Рилски.
След разгрома на Югославия от Германия през пролетта на 1941 година, Българската екзархия възстановява своя диоцез в анексираните от България части от Вардарска и Егейска Македония и в Западна Тракия. Струмишката и Драмската епархия са обединени като Струмишко-Драмска до 1943 година, когато отново са разделени. Временното управление на Драмската епархия е поето от митрополит Борис Неврокопски.
След Деветосептемврийския преврат, митрополит Борис повежда и непримирима борба срещу атеистичната комунистическа идеология, заради която е наречен при опелото му от митрополит Михаил Доростолски и Червенски „съвестта на Българската църква“. На 29 септември 1948 година Борис Неврокопски изпраща писмо-протест до Светия Синод срещу безчинствата на комунистическите власти в епархията му. Разпространява информации за сталинистките мерки срещу духовенството в Съветския съюз. Противопоставя се и на насилствената дебългаризация на Пиринска Македония. Поради тези му действия Окръжният комитет на Българската комунистическа партия в Горна Джумая го обявява за „враг № 1 на народната власт“. Митрополит Борис е подложен на постоянен психически тормоз и заплахи за физическа разправа. През 1948 година официозът „Работническо дело“ излиза със статия срещу митрополит Борис, озаглавена „Един недостоен служител на Българската православна църква“. Митрополит Борис обаче продължава да се бори за връщане на отнетите църковни имоти и за връщането на вероучението в училище. Отново преиздава брошурата си от 1928 година „Кризата в нашето училище“, в която твърди, че българското училище обучава, но не възпитава.
На 8 ноември 1948 година, след като отслужва Света литургия за освещаване на храма „Свети Димитър“ в село Коларово, митрополит Борис е убит от низвергнатия свещеник Илия Стаменов от село Хърсово. Стаменов е комунистически агент и убийството е част от засиления натиск на комунистическия режим върху Българската православна църква и има за цел и сплашването на останалите архиереи. Убиецът му получава минимална присъда и скоро след това е освободен.
Митрополит Борис Неврокопски е опят и погребан в църквата „Въведение Богородично“ в Горна Джумая.

## Църковно прославление
На 31 март 2016 година Светият синод на Българската православна църква, след разглеждане на писмо на митрополит Серафим Неврокопски, дава благословия за започването на процедура за канонизацията на митрополит Борис Неврокопски.
На 26 юни 2018 година Архирейският синод на Българската православна старостилна църква взима решение митрополит Борис да бъде църковно прославен в лика на свещеномъчениците. Прославлението на митрополит Борис е извършено на 10 ноември, в катедралния храм на Българската православна старостилна църква „Успение Богородично“ от митрополит Фотий Триадицки, в съслужение с митрополит Агатангел Нюйоркски, глава на Руската православна църква зад граница, както и с други архиереи от РПЦЗ и Румънската православна старостилна църква.